# Рани луг
Рани луг е село в Западна България, в община Трън, област Перник.

## География
Село Рани луг (~820 m н.в.) се намира в полите на Рудина планина, тук наричана също Ранилужка планина, и отстои на 15 km от гр. Трън и на 100 km от София, близо до границата със Сърбия.
Съседни села: Насалевци, Главановци, Слишовци, Реяновци, Цегриловци и Кална в Сърбия.
Ранилужката (Рудина планина) е част от Руйската планинска верига. Южните склонове на Руй са стръмни, стъпаловидно разположени и в значителна степен разчленени от левите притоци на река Ерма. Благодарение на тяхната дейност над селата, разположени по южната периферия на планината, са се развили интензивни ерозионни процеси. Те са особено силно изразени в районите на селата Рани луг, Слишовци, Милославци, Зелениград и най-много при село Забел.
Три дълбоки долини прорязват и разделят планината на три живописни полегати склона. По техните долини в миналото при силни поройни дъждове са се стичали буйни реки, като са завличали и засипвали цветущи овощни и зеленчукови градини, та дори и цели махали. По-късно, когато се залесяват последните с кленажи и акации и се изграждат укрепителни бетонни стени, селото се сдобива от тая планина, респ. от тия долини, с богати водоизточници, хванати в три главни водопровода, от които се черпи питейна вода за хората и добитъка. Ранилужкото землище, съобразно големината на селото, не е малко. Северно от селото е планинската част на землището, която се разстила на височина и стига до голямото било – Барнос, на Ранилужката планина (в миналото селското землище е продължавало отвъд границата и се е врязвало дълбоко в северната част на балкана чак до с. Кална). Планинската област е обраснала с гъста дъбова, борова и букова гора, прошарена тук-таме със закътани поляни. Равнинната част се разстила южно от селището между насалевското землище от изток и на запад от слишовското, а на юг продължава в дълбочина до река Ерма. То е изпъстрено по средата от няколко мочурливи лугове, обраснали с ели и люта трева – шавар. Тия лугове притежават съответните имена: Мали луг, Антонов луг, Реянов луг. Вероятно от тия лугове селището е получило името си. Тук сред тези лугове има достатъчно вода за пиене, както и за поливане на зеленчуковите градини наоколо.
 Ранилуг е част от Трънската котловина – Знеполе, която наподобява широка долина и ограничава от юг планината Руй. Котловината притежава голяма степен на затвореност, което води до много ниски температури.
Теренът на селото е разстелян на голяма широчина и дължина. Землището се простира на приблизителна дължина ~ (2 километра) между село Насалевци и село Слишовци и малко повече (~ 3 километра) от билото на Рудина планина и подножието на Знеполе.
Отделните махали са разположени на голямо разстояние една от друга.
През Ранолужко, част от Знеполе преминава Републикански път II-63, което местните жители знаят като Друм /Път/.

## Природа
Територията на селото е богато на биологично разнообразие. В землището може да се срещнат различни видове флора и фауна, което се дължи благоприятното географско разположение на село Рани Луг.
Всички склонове, възвишения и котловини и равнини в Рани Луг са засадени хиляди декари нови млади иглолистни насаждения още през 30 – 40 години на 20 век от жителите на селото с доброволен труд.

## История
Според преданието появата на селото датира още от тракийско време, за което свидетелства Кулата – стратегическо място над сегашното село в планината и до нея „Селището".
При разкопките на тая местност са намерени монети от тракийско време, тухли – останки от градежи, късове от керамика, както и други предмети.
В документите от онази епоха селото е отбелязвано по следните начини: Ранъі лѫгъ през XIII в. във Виргинската грамота; Ранилук в 1453 г., Рану луг, Ранолуг в 1576 г.; Рани Лукъ в 1878 г. По време на османската власт редица семейства се изселили по поречието на Морава в Сърбия.
Относно първите заселници се приема, че най-старите родове са: Тодорови, Ковачеви, Адамови и Иванкови. Общо селото се състои от следните махали и родове: Махала Пещерска:
с потомци: Маланини, Цивкини, Тикини и Мартичини; махала Иванкова: род. Иванкови, Веселенкови, Койни, Дурени, Чукулини, Дръндини, Рашини, Велини, Глевшини; махала Средсело: род. Лечини, Тодорови, Ковачени, Панджини, Вивини, Доброславови, Адамови; махала Ярчови: род. Джеджини, Тавраджийни, Цекини, Беловъчки, Стоичини, Везилини, Гекови.
В съкратен регистър на Пиротския кадилък от 1530 година Рани луг е отбелязано като село с 19 домакинства. Други 22 домакинства са войнушки, част от джемаата на Вълкашин от село Милославче.
През войните 1912 – 1918 г. са загинали 27 ранолужани.

## Бит и поминък
Семействата са били бедни и обикновенно по няколко деца. Къщите са разположени близо до водоизточници най-често река или извор из прохладните трънски поляни. Жилищните постройки са правени от камъни, дървен плет, слама и кал с варосани стени, покрити със слама и шума, а по късно с керемиди. Едноетажната ижа (къщата) се състояла от няколко стаи и мазе (земник). В тези малки по обем къщи са живели многолюдните сговорни патриархални ранолужки семейства. В голямата одая (стая) е основното помещение на къщата Обзавеждането и покъщината е скромно – сламеници за спане на цялото семейство в помещението, конопени завивки, газениче за осветление и маса с три крака, направена най-често от самите трънчани. Покрай която също са наредени трикраки дървени столчета за сядане на които се хранили и разказвали истории с малко думи за къртският ден, а след това всеки поемал с различни групови или самостоятелни занимания.
В Ижата има огнище на което са поставени вериги за готвене, както и служело за отопление, а в мазето се е съхранявала
зимнината за цялата година. На земления под е бил „одърът“ - леглото, което е било от слама и покрито с домашни пъртени или вълнени черги.
На одъра са се нареждали всички членове на семейството, за завивки са служели домашнште черги. Около оджака (комина) във всяка къща стърчали голям брой малки и големи куки, върху които зимно време поставяли венците от царевицата, чушки, лук и сланина. В ижата също се намирало „текнето“ (дървено корито) за замесване на хляб, подници, връшник и други домашни потреби.
Основните храни в Рани Луг са били хляб, приготвен от домакинята, картофи, фасул, зеле, месо, масло, мляко и сирене. Сварената фасулена чорба в гърнето на огнището или краваят, опечен в жарта, са били желана храна за ранолужаните. Необходими зеленчуци трънчаните произвеждали в малките си градини в двора или някъде където има вода. Водя за пиене и за друга употреба селяните са си наливали в стомни и глинени съдове от изворчетата и бунари, а в по късно време и от чешми. Обикновено момите и невестите са ходили за вода, а срещите с ергените ставали край кладенеца на извора, където където се наливат шарените стомни, грабват се китките и се разменят влюбени погледи.
Храната са си я приготвяли сами, а са купували най-необходимото (сол, кибрит и др. неща които не са могли да си произведат сами). Търговията не е била основно занимание за семействата, а земеделието, животновъдството и домът.
Цялото семейство си е разпределяло дневните задължения и всеки член от фамилията е имал своите задачи по покъщината.
 Всяка къща или семейство е имало и кошара за животните, както и плевня за съхраняване на храната им. В по късно време в дворовете са се изграждали бунари за питейна вода, която е улеснявало домакинството. И до сега в селото за запазени автентични къщи и дворове от началото на ХХ в. , въпреки капризите на времето.
Промени на различните управници и власт през вековете са запазили в кореняците ранолужани да спазват стриктно заръките оставени от предците им Духовна и материално-обществена култура в Трънско предавана от поколение на поколение или записана в книги и писма, която се съхранява от векове и до днес. Немотията е научила трънчани, както и ранолужани да се кооперират и да живея задружни и гостоприемни със съседи така и с всички останали другоселци от близо далеч също и с преминаващи другоселци. Ранолужките домове винаги са отворени за всеки потърсил зов и нужда от помощ комшии и преминаващи чуждоземци, а домът им винаги е бил отворен за земляци дошли да потърсят утеха за своите проблеми и беди. И до сега преминаващи разказват за болежките си и как са намерили лек или илач водещ до безпроблемие. За това свидетелстват много народни песни и предания запазени през вековете за трънският фолклор, които се пеят и разказват и до днес по време на вечеринка на чардака на къщите им.
Ранолужанката е била известна със своята чистота, облечена със сръчно изработена Трънска народна носия и умение да се грижи за скромния си дом. Работлива и предприемчива, трънската домакиня се грижела не само за вътрешността на къщата, но и за селския двор. Дворовете били ограждани с каменни огради с големи порти. Дворът се отделял от градинката с малки дървени тараби. Градинката с цветя оставал към улицата, а дворът зад къщата. В самия двор са разположени дръвникът, кочините, клетът, кокошкарникът и други помощни помещения.

## Стопански и културен живот
Населението се е занимавало със земеделие, скотовъдство и дюлгерство. Те стопанисвали своите дворове, а през останалото време ратайствали на чорбаджиите в трънско околие. През 1939 г. селото е разполагало с 3730 декара ниви и ливади, 188 декара пасища и 2594 декара гори. Отглеждани са 68 коня, 3 магарета, 326 говеда, 1223 овце, 4 кози, 117 свине и 960 птици.
ТКЗС-то се образува през 1956 г. То се състои от няколко стопански сгради, селскостопанска техника, придружаващ инвентар, жилищни сгради и административни постройки. Селското стопанство произвежда собствена хранителна продукция и суровини за животновъдството за градовете от Социалистическият блок и България. Голяма част от селскостопанската продукция е била за вътрешния пазар, а и за експорт за страните на Източния блок. Отглеждали са се предимно овце и едър рогат добитък, както зърнени култури и картофи.
В началото на на 90те години на ХХ със смяната на власта стопанството бавно спира да работи и бързо се разграбва до основи пред очите на местните от неизвестни извършители. В днешно време от него няма запазени външни артефакта за съществуването на това предприятие и институция. В терена на селото между Рани Луг и Слишовци в местността Пещерница успешно се е развивало и опитно поле за култивирането и отглеждането на различни видове растениевъдство.
Селото е водоснабдено и благоустроено. През 80-те години на 20 век е построена голяма търговска и културна сграда, където се помещава и читалището, магазина, ресторант, партийният клуб и кметството. Всички тези неща, както и залесяването на планините около Знеполето са давало работа и е ангажирало местното население с изграждането и подръжката на Рани Луг.
Около средата на последното столетие от турското господство както в Насалевци, така и в Рани луг е имало Килийно училище. За доказателство на това обстоятелство говорят преписките към една от църковните книги „Апостолът" в ранилужката църква. Килийното училище от 1859 г. се е помещавало при черквата.
Смята се, че първите учители тук са били някои самоковски занаятчии, дошли в селото, но по кое време не се знае, нито имената им се помнят. Те живели в къщата на някой си Златко Рашин. След като научили и него да чете и пише, сиреч, ограмотили своя ученолюбив хазяин, си заминали и го оставили като техен приемник – продължител на килийното обучение.
Първото читалище в селото е учредено през 1898 г. от учителите с първоначален книжен фонд от 550 книги.

Учители от Рани Луг са били Юлия Калева, която преподава 32 години в село Насалевци и Иван Павлов пак от Рани Луг, който преподава 22 години от 1943 – 1965 г. 
Училището в селото се е състояло от две класни стаи, учителска стая, библиотека и зала със сцена за вечеринки и тържества. Сега от училището са останали само стените.
Манастирът „Свети Архангел Михаил“ до град Трън е бил зографисан по поръчка на кир Войхна от с. Рани луг и кир Костадин от с. Турковци.

## Население
Данните за демографското и поселищно развитие са взети от специализираните издания на НСИ
| Жители   | 1934 | 1946 | 1956 | 1965 | 1975 | 1985 | 1992 | 2001 | 2010 | 2012 | 2023 |
| -------- | ---- | ---- | ---- | ---- | ---- | ---- | ---- | ---- | ---- | ---- | ---- |
| Рани луг | 727  | 682  | 385  | 230  | 180  | 116  | 101  | 63   | 31   | 19   | 8    |

## Религия
В Рани луг има късносредновековна църква – Свети Николай, датираща от 17 век. Книги за нея са купувани от Трън и Самоков. Църквата е реставрирана частично и променена архитектурно през 80-те години на 20 век. Храмът се намира в Трънската духовна околия, която част от Софийска митрополия, както и всички други християнски храмове в трънско.
Църквата „Свети Николай“ е псевдотриконхална църква. Северната ѝ стена е вкопана в земята около 0,8 m. Певниците и апсидата са полукръгли отвън и отвътре и имат самостоятелно покритие. В южния певник и в апсидната ниша има по едно малко амбразурно прозорче. В олтарното пространство вляво от апсидата е проскомидайната ниша, а на северната стена до нея е умивалнята. При олтарната трапеза като поставка е използвана част от монолитна колона. Църквата е висока 6 – 7 m. В проскомидийната ниша и в южния певник има фрагменти от средновековни стенописи. По-късно през 19 в. западната стена е разрушена и е направена полукръгла пристройка, която е висока 4 m. Входът е на югозапад и е оформен като малък портик. Стените на средновековната църква са от ломен камък с хоросанова спойка, а на пристроената част са използвани и дървени сантрачи.
Храмовият празник в Рани Луг се празнува на 9 Май – Летен Никулден и Свети Христофор, както и на 6 Май – Свети Георги. Малка част от населението в тесен кръг празнуват 5 Май – света Ирена.
Късносредновековната църква в Рани луг принадлежи към характерните църкви за Знеполските земи и Горнострумските райони. Особен интерес представлява полукръглата ѝ пристройка, която е застъпена само в трънските и брезнишките църкви от епохата на Възраждането.
До самия черковен двор расте многовековен дъб, който е обявен за забележителност и е гордост за селото.

## Диалект
Традиционният диалект на селото е трънският говор, един от западнобългарските преходни говори.
Да би мирно седело, не би чудо видело; Греота е да краднеш; С десече данъска неща не можеш да купиш; Не стидзаю паре за нища; Набра говняр за свинете; Нà сгня̀сам земня̀; Клисѝм; Ара̀м; Ебанджѝя, Разбуцáла се ко распоретина;

## Инфраструктура
След 1945 година в селото е имало няколко търговски обекта, магазини и дюкяни от типа Нармаг. Най-посещаван "Хоремаг' е бил този на „бай Георги“ от Рани Луг, сега от постройката не е останало нищо, но върху нея е построена външна тоалетна от градски тип, която е проектирана за обслужване на новооткритата КООП сграда и кметство на селото и посетителите на населеното място.
В началото на 80-те години на XX век почти всички улици на махалите в селото се асфалтират, изгражда се водопровод до всички домакинства, частично някои райони се снабдяват с кабелна радио мрежа, която излъчва местни новини за Трънско и важни съобщения, а през останалото време се излъчва програмата на държавното радио, даряват се книги за библиотеката, която се намира в новопостроената кооперация през 80те години, поставя се улично осветление, както и три пъти дневно (7:00; 10:30; 17:30 ч.) през селото минава обществен транспорт, който свързва селото с Трън и София.
След промените през 1944 година се поражда ентусиазъм в местното население и се развива промишлеността в района на трънско. Освен в селското ТКЗС, ранолужани пътуват всеки ден до град Трън за да работят в новоразкритите предприятия  – Държавно промишлено предприятие „1 май“(предприятие, които обединява частнити занаятчии, хлебари, шивачи, обущари, бръснари, дърводелци, бояджии, часовникари и др.); Завод „Ерма“; „Знеполе“; „Спортпром“ и „Електрон“ и други държавни учреждения, както и в залесяването на трънските планини
През 90-те години в селото има частна хлебарница, която произвежда хляб за местното население и съседните села, а от град Трън доставят също ръчен хляб от държавната хлебарница, която се намира срещу новия строителен техникум – сега държавната фурна се използва за Заложна къща.
В края 90-те години на XX век селото спира да се облагородява и поддържа от община Трън, както и останалите населени места в Знеполе. Асфалтираните улици, библиотеката, уличното осветление бавно се рушат от времето.

## Културни и природни забележителности
- Кулата – Късноантична и средновековна крепост Градище/Кулата в местността „Рупье“ е стратегическо място, което се намира над селото в планинската част на границата със Сърбия, където личат останки от укрепления и други градежи от античността, късове от древна керамика и др.

- В местността Луг намиращ се в терена на Пещерница има мемориален паметник на Работнечески младежки съюз – РМС от селото, както и много водоизточници използвани в миналото.

- Паркче с паметник на местния партизанин Стефан Рангелов

- На 12 май 2018 г. Рани луг отбелязва празника си със събор, чрез който организаторите се надяват да поставят началото на възстановяването на старите ранолужки традиции

(Сборът е съобразен с датите на храмовият празник на селото и чевстваните светии Николай Мирликийски – Летен Никулден и Свети Христофор).

## Спорт и туризъм
Теренът и релефът в територията на селото е подходящ за различни туристически походи и спортни занимания на открито. В селото има изграден маркиран туристически маршрут до местността „Кулата“, както и до Щърби камик между селата Рани Луг и Насалевци.

## Комуникации
В селото се приемат свободно на различни честотни диапазони програмите на националното радио на Р. България, както и радиостанции от чужбина и спорадично локални радиостанции от други градове и държави в зависимост от климатичните условия.
Приемането на телевизионен сигнал е само Pay-per-view предоставящи Direct to home съдържание на сателитна телевизия в България и чужбина и няма друга стaбилна алтернатива.
Няма добро наземно покритие на трите национални GSM оператори на България, така че при възможност трябва да се ползва от жителите и гостите на селото сателитен телефон или алтернативни начини за гласова, интернет и др. комуникации.

## Личности
- Стефан Костов[16] – акордионист и хореограф в НФА „Филип Кутев“; съпруг на Надка Караджова

## Други
В село Дриново, община Попово една от улиците е кръстена на село Рани Луг.
Във Виргинската грамота на Константин Тих от 13 век се споменава село Раныи лѫгь, което някои автори отъждествяват с това трънско село, но други свързват с едноименното село Ранилуг край Гниляне, Косово.